# Panser (film)
Panser er en dansk kortfilm fra 2008 instrueret af Roni Ezra efter eget manuskript.

## Handling
Den nyudklækkede betjent, Jacob er idealisten, der snart skal komme på andre tanker. Jacobs frustrationer hober sig op: En enlig mor, der plages af sin eksmand. Småkriminelle, der slipper med small talk og en advarsel. Politifolk, der selv laver "uskyldige småforbrydelser". Han er fast besluttet på, at være en god panser. Den smårascistiske, homofobe partner Michael dyrker mandomsklicheerne og vælger den lette vej, hvor man bare erkender, at en eller anden skal sgu' være syndebuk. Så kommer det hele ud, og man kan sove godt om natten.

## Medvirkende
- Henok Bereket, Jamal
- Jørgen Brorsen, Far til pigen
- Søren Christiansen, Dreng i tunnel
- Angelina Colom, Ung mor
- Victor Ejstrud, Jacobs søn
- Morten Hauch-Fausbøll, Michael
- Pernille Kaae Høier, Pige
- Henrik Bohn Ipsen, Stationsforstander
- Henning Valin, Søren
- Mark Benjamin Jensen, Pusher
- Abelone Koppel, Kvinde på skole
- Palle Laursen, Politimand
- Morten Lützhøft, Rektor
- Marek Magierecki, Taxicahuffør
- Niels Ryding Olsson, Dreng i tunnel
- Andreas Rusnes, Dreng i tunnel
- Signe Vaupel, Jacobs kone
- Søren Vejby, Niels
- Uma Vignal-Olsen, Baby
- Thomas Voss, Jacob